# Le Mousquetaire fantôme
Pour plus de détails, voir Fiche technique et Distribution.
Le Mousquetaire fantôme (La paura fa 90) est une comédie fantastique italienne réalisée par Giorgio Simonelli et sortie en 1951.
L'idée d'un château hanté (par un fantôme, un vampire ou un monstre) envahi par une troupe de comédiens ou de danseurs (ou par une équipe de tournage, comme cela s'est produit dans la comédie fantastique Incanto di mezzanotte en 1940) n'est en rien originale et sera reprise de nombreuses fois par la suite par des films d'épouvante plus « sérieux », comme La Maîtresse du vampire, Des filles pour un vampire ou Vierges pour le bourreau.

## Synopsis
Un capitaine des mousquetaires du roi, un peu Don Juan, le duc de Boffignac, est assassiné par un mari cocu, un certain Champignon. Depuis, le fantôme du duc erre dans le château de celui qui l'a tué, condamné à y rester enfermé jusqu'à ce qu'il se soit complètement vengé en ayant éliminé tous les descendants de son assassin, jusqu'au dernier.
Au début des années 50, les membres d'une troupe d'acteurs, de comédiens, revuistes, de vedettes et de soubrettes, sont contraints de passer une nuit dans ce château. Même si les gardiens Pinotto et Bargilio sont là pour les accueillir, le château est pour ainsi dire abandonné.
Dans la troupe se trouve Carlo Champignon, qui n'est autre qu'un descendant de celui qui a tué Boffignac. Le comédien de la compagnie, Anastasio Lapin, ayant appris l'histoire du fantôme de Boffignac, se déguise en mousquetaire fantôme pour apparaître à minuit. Mais Lapin croise alors le vrai fantôme de Boffignac, et s'évanouit de peur...

## Fiche technique
Sauf indication contraire, les informations mentionnées dans cette section peuvent être confirmées par la base de données cinématographiques IMDb,  présente dans la section « Liens externes ».
- Titre en français : Le Mousquetaire fantôme[1]
- Titre original italien : La paura fa 90[2]
- Réalisation : Giorgio Simonelli
- Scenario : Vittorio Metz, Marcello Marchesi, Mario Amendola, Alberto Vecchietti (it)
- Photographie :	Tino Santoni (it)
- Montage : Nino Baragli
- Musique : Armando Fragna (it)
- Décors : Flavio Mogherini
- Costumes : Elio Costanzi
- Production : Aleandro Di Paolo
- Société de production : Edizione Distribuzione Italiana Cinematografica (E.D.I.C.)
- Pays de production :  Italie
- Langue originale : Italien
- Format : Noir et blanc - Son mono - 35 mm
- Durée : 90 min (1 h 30[2])
- Genre : Comédie fantastique
- Dates de sortie :
  - Italie : 24 octobre 1951
  - France : 29 juillet 1953 (Nice[1])

## Distribution
- Silvana Pampanini : Luisa
- Ugo Tognazzi : Anastasio Lapin / Duc de Boffignac
- Franca Marzi : Nanda
- Carlo Croccolo : Pinotto
- Virgilio Riento : Bargilio
- Galeazzo Benti : Carlo Champignon
- Luigi Pavese : L'impresario
- Anna Maria Bottini : Gipsy
- Violetta Gragnani : La soubrette
- Mario Castellani : L'avocat Lefevre
- Nino Milano : L'acteur
- Alfredo Rizzo : Le souffleur
- Gondrano Trucchi : Le meneur de jeu
- Totò Mignone : Le spectateur
- Augusto Di Giovanni : Comte François Champignon
- Clara Auteri Pepe : L'arrière-petit-fils du comte.
- Giorgio Piamonti